# Вануну, Мордехай
Мордеха́й Вану́ну (ивр. מרדכי ואנונו‎; произношениео файле, родился 13 октября 1954 года в Марракеше) — израильский политический активист, работавший техником в ядерном исследовательском центре в Димоне. В 1986 году он раскрыл британским журналистам сведения о ядерной программе Израиля, после чего был похищен агентами Моссада. Суд Иерусалима признал Вануну виновным в государственной измене и шпионаже и приговорил к 18 годам лишения свободы. 11 из них он провёл в одиночном заключении. После освобождения в 2004 году Вануну было запрещено покидать Израиль и общаться с иностранцами без разрешения Шабака.

## Биография
Вануну родился в семье евреев из Марокко, иммигрировавших в Израиль в 1963 году. Его отец держал лавку культовых принадлежностей в Беэр-Шеве.
В октябре 1971 года был призван в Армию обороны Израиля на 3 года и уволился в запас в звании старшего сержанта инженерных войск. После окончания службы поступил в Тель-Авивский университет на подготовительное отделение точных наук, но вскоре, провалив экзамены, был вынужден прервать учёбу.
В 1976 году, прочитав объявление, что центру ядерных исследований в Димоне требуются квалифицированные технические работники, Вануну прошёл собеседование, окончил курсы техников и приступил к исполнению обязанностей диспетчера цеха № 2. В 1979 году поступил на вечернее отделение Университета имени Бен-Гуриона в Беэр-Шеве на факультет философии и географии. В 1985 году Вануну, увидев свою фамилию в списке на увольнение, пронёс на территорию охраняемого объекта фотокамеру и отснял 57 кадров секретных отсеков ядерного центра в Димоне. Получив выходное пособие, он улетел за границу. В Непале Вануну принял буддизм, а в Австралии крестился.
В 1985 году Вануну в Сиднее встретился с колумбийским журналистом Оскаром Герреро. Герреро уговорил Вануну рассказать об ядерной программе Израиля и опубликовать имевшиеся фотографии. В интервью лондонской газете Sunday Times Вануну сообщил, что Израиль проводит ядерную программу и располагает ядерным оружием. Но ещё перед тем, как Sunday Times опубликовала статью, Вануну был в 1986 году похищен агентами «Моссада» в Риме (в операции участвовала агент — женщина по имени Шерил Бентов, выступившая в амплуа «агента-приманки» под псевдонимом Сэлли Краун) и отправлен в Израиль, где он был в ходе закрытого судебного процесса признан виновным в государственной измене.

На протяжении шести недель израильское правительство отрицало знание о местонахождении Вануну до тех пор, пока тому не удалось тайком сообщить о своём местонахождении журналистам. Во время транспортировки в полицейском автобусе он выставлял ладонь, на которой он тайком написал сообщение Vanunu M — was hijacked — in Rome ITL — 30.09.1986 — came to Rome — by BA Fly 504. За «предательство и шпионаж» Мордехай Вануну был приговорён к 18 годам заключения, из которых 11 лет он провёл в строгой изоляции.
В течение его пребывания в тюрьме его несколько раз предлагали в Лауреаты Нобелевской премии мира, некоторые университеты присвоили ему звание почётного доктора. В Израиле Вануну считается большинством населения предателем, в то время как за рубежом по отношению к нему существует определённый уровень симпатии и поддержки.
21 апреля 2004 года Вануну после отбытия полного срока был освобождён из заключения со строгими ограничениями. В частности, ему нельзя покидать Израиль, приближаться к иностранным посольствам, и он обязан докладывать о запланированных передвижениях. Кроме того, ему запрещено пользоваться интернетом и мобильной связью, а также общаться с зарубежными журналистами. Несмотря на запреты, он дал уже свыше 100 интервью, из-за чего его снова несколько раз арестовывали. После выхода из тюрьмы проживал на территории англиканской церкви святого Георгия в Иерусалиме, в 2010 году перебрался в Тель-Авив.
29 декабря 2009 года в некоторых средствах массовой информации (в частности, «Газета. Ру») появилась информация о том, что Мордехай Вануну вновь арестован за нарушение запрета на общение с иностранцами.
В мае 2010 году Вануну был приговорён к трёхмесячному заключению.
В октябре 2010 года Верховный суд Израиля отказал Вануну в требовании разрешить ему покинуть Израиль и общаться с иностранцами.
Начиная со своего выхода из тюрьмы, делал попытки отказаться от израильского гражданства и эмигрировать из страны, подавая просьбы о предоставлении гражданства в другие страны. В 2011 году подал иск в Высший суд справедливости, добиваясь аннулирования израильского гражданства. В июне 2012 года суд отклонил иск по причине нарушения истцом процедурных норм. Вануну подал в Верховный суд апелляцию в 2015 году, но получил очередной отказ. В 2021 году Вануну заявил, что его запрет на выезд из страны ежегодно продлевается.